# Big Elk
Big Elk, também conhecido como Ontopanga (1765-1846), foi, durante muitos anos, o chefe principal da tribo omaha na parte superior do rio Missouri. 
Big Elk liderou seu povo em uma época de grandes mudanças: lidou com a invasão do homem branco, com a guerra contra os sioux e com a chegada de doenças afroeuropeas ao continente americano. Faz parte do reduzido grupo de líderes tribais nativos que preferiram estabelecer uma boa relação com os líderes europeus e estadunidenses em vez de com eles se indispor. Tal atitude visou a evitar um confronto direto com os invasores.
Big Elk é ainda famoso pelo discurso que proferiu no funeral do chefe Búfalo Negro, em 1813.[carece de fontes?]

## História
Big Elk lutou para proteger seu povo da aproximação europeia, mais especificamente na guerra contra os sioux. As epidemias de varíola dizimaram radicalmente sua população. Como certo admirador do modo de vida dos europeus, fez alianças estratégicas por meio do casamento de suas duas filhas, casando ambas com caçadores e empresários brancos. Sua filha Mitain casou-se com o empresário espanhol e agente indígena Manuel Lisa, com quem teve ao menos dois filhos de que se tem conhecimento. Durante a Guerra de 1812, Big Elk prestou ajuda ao governo estadounidense, e seu neto Logan Fontenelle e o próprio Manuel Lisa foram peças-chave para manter a paz no território ocupado pelos omaha.  Em 1843, Big Elk designou seu filho Joseph LaFlesche como seu sucessor. LaFlesche era um mestiço metade omaha e metade franco-canadiana, que adotado por Big Elk.

## Casamento e família
Big Elk casou-se com uma mulher omaha. Tiveram um filho, Standing Elk, e muitas filhas, entre as que destacaram Mitain e Me-um-bane.
Em 1814, durante a Guerra de 1812 entre os Estados Unidos e a Grã-Bretanha, sua filha Mitain (também chamada Mitahne) casou-se com Manuel Lisal, recém nomeado pelo governador do Território de Misuri como agente indígena da zona alta do rio Missouri. Lisa, que tinha sido um comerciante de peles reputado no território omaha por anos, se instalou com ela em Fort Lisa, no atual estado de Nebraska.
Lisa e Mitain tiveram uma filha, chamada Rosalie, e um filho, chamado Christopher. Em 1819, Lisa levou Rosalie a St. Louis para que recebesse uma educação católica, mas Mitain recusou lhe conceder a custodia de Christopher, que foi educado com Big Elk e com ela como um homem dos omaha.
Em torno de 1823–24, sua outra filha, Me-um-bane, casou-se com o comerciante de peles Lucien Fontenelle, pertencente a uma família crioula francesa de Nova Orleans.

Big Elk adotou também o canadense Joseph LaFlesche como seu filho, criando-o como a um discípulo capaz de herdar, como realmente fez, a liderança da tribo omaha.